# Важини
Важини (на руски: Важины) е селище от градски тип в Русия, разположено в Подпорожки район, Ленинградска област. Населението му към 1 януари 2018 година е 2516 души.